# Nederlandse Vereniging Duurzame Energie
De Nederlandse Vereniging Duurzame Energie (NVDE) heeft als doel de transitie naar een duurzaam energiesysteem in Nederland te versnellen. De vereniging brengt verschillende actoren in de duurzame energiesector samen, waaronder bedrijven, non-profitorganisaties en kennisinstellingen. De NVDE zet zich in voor het bevorderen van duurzame energiebronnen zoals wind-, zonne- en bio-energie en streeft naar een klimaatneutraal Nederland in 2050. 
De vereniging werd opgericht in 2015 en is ontstaan uit de Duurzame Energie Koepel. De huidige voorzitter is Olof van der Gaag. Van der Gaag kreeg landelijke bekendheid door zijn optreden bij PAUW in 2019, waarin hij verkondigde dat biomassa een duurzame oplossing is.

## Werkwijze

### Belangenbehartiging
De NVDE vertegenwoordigt de belangen van haar leden bij de overheid, beleidsmakers en andere stakeholders. Dit omvat het actief deelnemen aan beleidsdiscussies, het indienen van beleidsvoorstellen en het organiseren van overlegstructuren met diverse betrokken partijen. In 2022 lanceerde de NVDE een plan om binnen één jaar van het Russische gas af te komen. De krant Trouw omschreef de NVDE als dé milieulobbygroep van het bedrijfsleven.

### Onderzoek en Innovatie
De vereniging ondersteunt en initieert onderzoek naar nieuwe technologieën en methoden om de duurzaamheid van het energiesysteem te vergroten. Dit omvat samenwerkingen met universiteiten, onderzoeksinstellingen en innovatieve bedrijven. Zo liet onderzoek van Berenschot in opdracht van de NVDE in 2024 zien dat warmtenetten vaak lagere maatschappelijke kosten hebben dan all electric warmtepompen, maar wel duurder voor de eindgebruiker zijn. In 2023 bleek uit onderzoek van Ecorys dat 1,1 miljoen woningen aardgasvrij gemaakt kunnen worden voor 11 miljard euro, evenveel geld dat werd uitgetrokken voor het energieplafond.

## Leden
De NVDE heeft een diverse ledenbasis die varieert van grote energiebedrijven (zoals Essent, Vattenfall en Eneco), brancheorganisaties en technologiebedrijven (zoals Deloitte en EY) tot kleine start-ups en non-profitorganisaties. Bij de organisatie zijn in totaal circa 1600 leden aangesloten.

## Externe Link
- Officiële website van de NVDE